# Malik Couturier
Malik Couturier, né le 21 janvier 1982 à Jonzac, est un footballeur français qui évolue au poste de défenseur central de 2003 à 2017.

## Biographie

### Carrière de joueur
Formé dans le club de Niort, Malik Couturier joue de 2003 à 2008 dans son club formateur.
Il rejoint le SCO d'Angers pour la saison 2008-2009 accompagné de son coéquipier Jean-François Rivière. De 2013 à 2017 il porte le maillot du Stade lavallois, avant d'arrêter sa carrière lorsque le club est relégué en National.
Au total Malik Couturier totalise 343 matches de Ligue 2.

### Engagements syndicaux
De 2005 à 2008 Malik Couturier est l'un des deux délégués syndicaux de l'UNFP au sein des Chamois niortais,,. Il occupe de nouveau cette fonction à Angers SCO et au Stade lavallois. Il est membre du comité directeur de l'UNFP de 2010 à 2014 et trésorier adjoint de 2014 à 2018.

### Reconversion
Depuis 2020 il est délégué à l'engagement sociétal des footballeurs professionnels auprès de l'UNFP.
En 2022 il devient président du club de Saint-Barthélémy-d'Anjou, près d'Angers. Il y est également éducateur, et joueur, en première division de district.

## Palmarès
- Champion de France de National en 2006 avec les Chamois niortais.